# Ткавадзе, Георгий
Георгий «Буба» Ткавадзе (21 ноября 1966) — советский, грузинский и туркменский футболист, нападающий. Выступал за сборную Туркменистана.

## Биография
Воспитанник тбилисского футбола. В 1984—1985 выступал за дубль тбилисского «Динамо» в первенстве дублёров высшей лиги СССР, сыграл 11 матчей и забил один гол. Участник футбольного турнира Спартакиады народов СССР 1986 года в составе юниорской сборной Грузинской ССР. В 1986 году перешёл в другой клуб из Грузинской ССР, выступавший тогда в высшей лиге — «Торпедо» (Кутаиси). Дебютный матч в чемпионате сыграл 7 июня 1986 года против московского «Динамо», заменив на 83-й минуте Отара Коргалидзе. Всего за сезон сыграл 12 матчей в высшей лиге. В 1987 году выступал за кутаисский клуб в первой лиге, а на следующий год играл во второй лиге за «Металлург» (Рустави).
После выхода грузинских клубов из чемпионата СССР стал выступать в низших лигах Грузии за «Мретеби» (Тбилиси), считающийся первым профессиональным клубом Грузии. В весеннем сезоне 1991 года стал победителем первой лиги и с сезона 1991/92 со своим клубом играл в высшем дивизионе, где за следующие два с половиной сезона показывал высокую результативность — провёл 54 матча и забил 27 голов, несмотря на то, что клуб чаще занимал места в конце таблицы. В середине 1990-х годов выступал в низших лигах Германии и Израиля за «Байройт» и «Хапоэль Бней Лод», затем недолго играл на родине за «Самтредиа».
В 1996 году по приглашению грузинского тренера Джемала Гугушвили, работавшего в Туркменистане, перешёл вместе с группой грузинских футболистов в ашхабадский «Копетдаг», а также стал выступать за сборную Туркменистана. Серебряный призёр чемпионата и обладатель Кубка Туркменистана 1996 года. В конце карьеры играл на родине за «Сиони».
Всего сыграл 90 матчей и забил 41 гол в высшей лиге Грузии, а также 12 игр в высшей лиге СССР.
В национальной сборной Туркменистана дебютировал 25 ноября 1996 года в товарищеском матче против Ирана. 25 мая 1997 года стал автором гола с пенальти в ворота сборной Таджикистана. Всего в 1996—1997 годах сыграл за сборную не менее 6 матчей и забил один гол.
В конце 2000-х и первой половине 2010-х годов работал на разных должностях в тбилисском «Динамо», в частности занимал посты исполнительного и спортивного директора.